# Парчим
Парчим  — деревня в Сыктывдинском районе Республики Коми в составе сельского поселения  Пажга. 

## География
Расположена на левобережье Сысолы на расстоянии примерно 26 км по прямой от районного центра села Выльгорт на юг.  

## Население
Постоянное население  составляло 43 человека (русские 35%, коми 63%) в 2002 году, 29 в 2010 .